# STS-4
STS-4 e четвъртата космическа мисия на совалката Колумбия и четвърти полет по програмата Спейс шатъл. Това е последният изпитателен полет на совалката с екипаж от двама души. След този полет започва нормалния експлоатационен цикъл на космическите совалки.

## Екипаж

### Основен екипаж
| Пост     | Астронавт                              |
| -------- | -------------------------------------- |
| Командир | Томас Матингли два космически полета   |
| Пилот    | Хенри Хартсфийлд един космически полет |

- Броят на полетите е преди и включително тази мисия.

### Дублиращ екипаж
От мисията STS-3 нататък НАСА не назначава резервни екипажи.

## Полетът
Совалката „Колумбия“ стартира за успешно на 27 юни 1982 г. в 14:59:59,8 часа UTC. Това е първото изстрелване на совалка, станало от първия път, както е планирано. По време на полета са извършени експерименти по изследване на радиацията по повърхността на совалката и с манипулатора Канадарм. По време на полета е достигната и най-високата орбита, достигана от совалка дотогава – 324 km над Земята. Командира Т. Матингли изпитва и костюм за излизане в открития космос. Кацането на совалката (на 4 юли) съвпада с деня, в който е изпитана за летателна годност втората совалка на НАСА – Чалънджър.

## Параметри на мисията
- Маса:
  - При излитане: 109 616 кг.
  - При кацане: 94 774 кг.
  - Маса на полезния товар: 11 109 кг.
- Перигей: 295 км.
- Апогей: 302 км.
- Инклинация: 28,5°
- Орбитален период: 90.3 мин.

## Галерия
- Стартът на мисия STS-4
- Експериментът с IECM (Environment Contaminant Monitor)
- Екипажът на мисия STS-4 (вляво) рапортува на президента Роналд Рейгън и неговата съпруга
- Реч на президента след успешно завършената мисия